# Jaylinn Hawkins
Jaylinn Hawkins (* 25. August 1997 in Panama-Stadt, Panama) ist ein US-amerikanischer American-Football-Spieler auf der Position des Safeties für die New England Patriots in der National Football League (NFL). Zuvor spielte Hawkins von 2020 bis 2023 für die Atlanta Falcons sowie 2023 für die Los Angeles Chargers.

## Frühe Jahre
Hawkins ging in Buena Park, Kalifornien, auf die Highschool. Zwischen 2016 und 2019 besuchte er die University of California, Berkeley, wo er auch für das Collegefootballteam spielte. In seiner Collegekarriere erzielte er 156 Tackles, zehn Interceptions und erzwang drei Fumbles.

## NFL
Hawkins wurde im NFL Draft 2020 in der vierten Runde an 134. Stelle von den Atlanta Falcons ausgewählt. Seine erste Interception in der NFL gelang ihm am fünften Spieltag der Saison 2021 im Spiel gegen die New York Jets. Eine Woche später, im Spiel gegen die Miami Dolphins gelang ihm seine zweite Interception in der NFL.
Im Oktober 2023 wurde Hawkins von den Falcons entlassen und anschließend über die Waiver-Liste von den Los Angeles Chargers unter Vertrag genommen.
Nach Ablauf seines Vertrags nahmen die New England Patriots Hawkins im März 2024 unter Vertrag.